# Rosalía Mera
Rosalía Mera Goyenechea (Corunha, Espanha, 28 de janeiro de 1944 - 15 de agosto de 2013) foi uma empresária espanhola. Na época de sua morte, ela era a mulher mais rica da Espanha e a mulher mais rica do mundo. Em 1975, ela co-fundou a rede de varejo Zara com seu então marido Amancio Ortega Gaona. A empresa cresceu e se tornou a maior varejista de moda do mundo.

## Infância e educação
Rosalia Mera Goyenechea nasceu em A Corunha, Galiza, na Espanha, em 28 de janeiro de 1944. Ela abandonou a escola aos onze anos para trabalhar como assistente de vendas em uma loja de roupas.

## Carreira
Mera começou a desenhar vestidos e lingeries em sua casa com seu então marido, Amancio Ortega Gaona. O casal abriu a primeira loja Zara em 1975, na A Corunha. Eventualmente, o casal transformou seu trabalho em uma empresa multibilionária. O sucesso da Zara deveu-se em parte à sua estratégia de imitar modas populares e rapidamente colocá-las à venda a preços baratos.
Dez anos após a abertura da primeira loja Zara, a Inditex se estabeleceu como holding dos negócios do casal. A Inditex agora é composta por várias empresas de moda, das quais a Zara é o carro-chefe. A empresa também possui os varejistas Bershka, Massimo Dutti, Oysho, Pull & Bear, Stradivarius, Uterque e Zara Home. A Inditex agora tem mais de 6.000 lojas em mais de 86 países e mais de 120.000 funcionários. Apesar de seu divórcio de Ortega, em 1986, Mera manteve uma participação de 7% na empresa.
Mera também tinha participações em uma empresa que fabricava kits de identificação de impressões digitais para recém-nascidos e outra empresa, Zeltia, que realiza pesquisas sobre compostos de combate ao câncer de origem sintética e natural, particularmente os compostos bioativos originários do oceano.
De acordo com a lista de bilionários da Forbes de 2013, Mera era a empresária mais rica do mundo, com um patrimônio líquido de mais de US$ 6 bilhões. Ela era a segunda pessoa mais rica da Espanha, perdendo apenas para seu ex-marido.

## Atividades politicas e filantrópicas
Mera se opôs aos planos do primeiro-ministro conservador Mariano Rajoy de tornar as leis de aborto da Espanha mais restritivas. Ela também se opôs aos cortes de austeridade nos programas nacionais de saúde e educação da Espanha.
Mera criou a Fundação Paideia que trabalha com grupos em risco de exclusão social.

## Vida pessoal
Filha de um pai que trabalhava em uma empresa de eletricidade, e de uma mãe que era dona de um açougue, Mera foi criada no bairro operário de Monte Alto, em Corunha. Em meio à pobreza resultante do momento pós-guerra civil, ela abandonou a escola aos 11 anos de idade, e foi trabalhar em La Maja, uma loja de roupas bastante conhecida na cidade, primeiro como costureira, e depois como assistente de loja. Foi ali que ela conheceu seu futuro marido, Amancio Ortega, um mensageiro, com quem se casou em 1966.
Mera casou-se com Amancio Ortega Gaona, em 1966. O casal teve uma filha, Sandra, em 1968, e também teve um filho, Marcos, em 1971, que nasceu com paralisia cerebral. O casal se divorciou em 1986.

### Morte
Em 14 de agosto de 2013, Mera foi internada em um hospital em Minorca em uma 'situação irreversível', após sofrer um derrame. A família estava de férias na ilha. Após ser transferida de Minorca para o Hospital San Rafael, de Corunha, Mera faleceu em 15 de agosto de 2013, devido a complicações. A Inditex confirmou a morte de Mera em 16 de agosto de 2013, afirmando que "o grupo deseja enviar suas sinceras condolências aos seus entes queridos e amigos neste momento extremamente difícil, após a perda de uma pessoa que tanto contribuiu para as origens e desenvolvimento da empresa". A empresária foi sepultada no cemitério da igreja de Santa Eulália de Liáns, em Oleiros, na província de Corunha.
Sua filha Sandra Ortega Mera herdou sua fortuna e se tornou a mulher mais rica da Espanha, com um patrimônio líquido de US$ 6,1 bilhões.